# Chu Văn An (phường)
Phường Chu Văn An là một phường thuộc thành phố Hải Phòng.

## Địa lý
Phường Chu Văn An có vị trí địa lý:
- Phía bắc giáp phường Trần Hưng Đạo.
- Phía nam giáp xã Hợp Tiến với ranh giới tự nhiên là sông Kinh Thầy và phường Lê Đại Hành.
- Phía đông giáp phường Trần Nhân Tông.
- Phía tây giáp phường Chí Linh.

## Lịch sử
Địa bàn phường Chu Văn An trước đây thuộc thành phố Chí Linh, tỉnh Hải Dương.
Ngày 12 tháng 6 năm 2025, Quốc hội ban hành Nghị quyết số 202/2025/QH15 về việc sắp xếp đơn vị hành chính cấp tỉnh (nghị quyết có hiệu lực từ ngày 12 tháng 6 năm 2025). Theo đó, sáp nhập tỉnh Hải Dương vào thành phố Hải Phòng. Khu vực thành lập phường Chu Văn An thuộc thành phố Hải Phòng.
Ngày 16 tháng 6 năm 2025, Ủy ban Thường vụ Quốc hội bàn hành Nghị quyết sắp xếp các đơn vị hành chính cấp xã thuộc thành phố Hải Phòng năm 2025. Theo đó, sắp xếp toàn bộ diện tích tự nhiên, quy mô dân số của các phường Sao Đỏ, Văn An, Chí Minh, Thái Học, một phần diện tích tự nhiên, quy mô dân số của phường Cộng Hòa và một phần diện tích tự nhiên của phường Văn Đức thành phường mới có tên gọi là phường Chu Văn An.
Căn cứ theo đề án sắp xếp đơn vị hành chính cấp xã của thành phố Hải Phòng năm 2025, phường Chu Văn An được thành lập từ:
- Toàn bộ diện tích tự nhiên là 4,92 km², quy mô dân số là 25.530 người của phường Sao Đỏ;
- Toàn bộ diện tích tự nhiên là 15,03 km², quy mô dân số là 11.398 người của phường Văn An;
- Toàn bộ diện tích tự nhiên là 11,66 km², quy mô dân số là 12.796 người của phường Chí Minh;
- Toàn bộ diện tích tự nhiên là 7,91 km², quy mô dân số là 5.727 người của phường Thái Học;
- Một phần diện tích tự nhiên là 0,18 km², quy mô dân số là 800 người của phường Cộng Hòa;
- Một phần diện tích tự nhiên là 1,16 km² của phường Văn Đức.

Phường Chu Văn An có diện tích tự nhiên là 40,86 km² (đạt 742,96% so với tiêu chuẩn) và quy mô dân số là 56.251 người (đạt 267,86 % so với tiêu chuẩn).
Về tên gọi, phường lấy tên của danh nhân Chu Văn An làm tên gọi, vì đền thờ thầy Chu Văn An tọa lạc trên núi Phượng Hoàng thuộc địa phận của phường.